# Сутоки (Духовщинский район)
Сутоки — деревня в Смоленской области России, в Духовщинском районе. Население — 3 жителя (2007 год). Расположена в северной части области в 47 км к северо-востоку от Духовщины, в 11 км северо-западнее Озёрного, у автодороги Р136 Смоленск — Нелидово. Входит в состав Добринского сельского поселения.

## История
В прошлом сельцо, принадлежавшее известному смоленскому дворянскому роду Глинок. В 1786 в деревне родился известный поэт и публицист Глинка Ф. Н. В списке населённых мест Смоленской губернии 1859 года Сутоки упоминаются как деревня Духовщинского уезда, в которой проводился базар.